# Andrzej Nędza-Kubiniec
Andrzej Nędza-Kubiniec (* 19. Juni 1991) ist ein polnischer Biathlet und früherer Skilangläufer.

## Karriere
Andrzej Nędza-Kubiniec startete zunächst für KS AZS AWF Katowice, seitdem für UKS Regle Koscielisko. Zunächst war er aktiver Skilangläufer. Seine ersten Slavic-Cup- und FIS-Rennen bestritt er seit Ende 2007. Erster Höhepunkt wurden das Europäische Olympische Winter-Jugendfestival 2009 in Schlesien, wo ein 21. Rang im Freistil-Sprint sein bestes Ergebnis war. 2011 folgten die Junioren-Weltmeisterschaften in Otepää. In Estland wurde der Pole 66. über 10 Kilometer Freistil, 21. des Sprints und 34. der Verfolgung. Bis 2012 nahm er an mehr als 90 unterklassigen Rennen teil, ohne sich dauerhaft etablieren zu können. Deshalb wechselte er zur Saison 2011/12 zum Biathlonsport.
Beim Biathlon wurden die Juniorenrennen der Biathlon-Europameisterschaften 2012 in Osrblie Nędza-Kubiniecs erste internationale Einsätze. Er wurde 46. des Einzels, 44. des Sprints und beendete als überrundeter Läufer das Verfolgungsrennen nicht. 2014 folgten mit den Europameisterschaften in Nové Město na Moravě das erste internationale Großereignis bei den Männern im Leistungsbereich. Im Einzel lief er auf den 59. Platz, wurde 71. des Sprintrennens und kam im Staffelrennen an der Seite von Grzegorz Jakubowicz, seinem Bruder Maciej und Krzysztof Guzik auf den 19. Platz.

## Statistiken

### Weltcupplatzierungen
Die Tabelle zeigt alle Platzierungen (je nach Austragungsjahr einschließlich Olympische Spiele und Weltmeisterschaften).
- 1.–3. Platz: Anzahl der Podiumsplatzierungen
- Top 10: Anzahl der Platzierungen unter den ersten zehn (einschließlich Podium)
- Punkteränge: Anzahl der Platzierungen innerhalb der Punkteränge (einschließlich Podium und Top 10)
- Starts: Anzahl gelaufener Rennen in der jeweiligen Disziplin
- Staffel: inklusive Mixed- und Single-Mixed-Staffeln

| Platzierung                    | Einzel | Sprint | Verfolgung | Massenstart | Staffel | Gesamt |
| ------------------------------ | ------ | ------ | ---------- | ----------- | ------- | ------ |
| 1. Platz                       |        |        |            |             |         |        |
| 2. Platz                       |        |        |            |             |         |        |
| 3. Platz                       |        |        |            |             |         |        |
| Top 10                         |        |        |            |             | 2       | 2      |
| Punkteränge                    | 2      |        |            |             | 42      | 44     |
| Starts                         | 16     | 40     | 3          |             | 42      | 101    |
| Stand: nach der Saison 2022/23 |        |        |            |             |         |        |

### Olympische Winterspiele
Ergebnisse bei Olympischen Winterspielen:
|                                             | Einzelwettbewerbe | Einzelwettbewerbe | Einzelwettbewerbe | Einzelwettbewerbe | Staffelwettbewerbe | Staffelwettbewerbe |
| Sprint                                      | Verfolgung        | Einzel            | Massenstart       | Herrenstaffel     | Mixedstaffel       |                    |
| ------------------------------------------- | ----------------- | ----------------- | ----------------- | ----------------- | ------------------ | ------------------ |
| Olympische Winterspiele 2018 \| Pyeongchang | 67.               | –                 | 79.               | –                 | –                  | 16.                |